# El llibre de la selva (pel·lícula de 1967)
El llibre de la selva (títol original en anglès: The Jungle Book) és una pel·lícula d'animació estatunidenca de 1967, produïda per Walt Disney Productions, la dinovena de la productora. Es va inspirar en les històries del nen salvatge Mowgli del llibre El llibre de la selva de Rudyard Kipling. La pel·lícula va tenir uns ingressos de més de 73 milions de dòlars als Estats Units en la seva primera estrena, i va haver fins a dues estrenes posteriors més.

## Argument
Mowgli és un nadó que es perd a la jungla i el troba la pantera Bagheera. Aquesta el porta amb una família de llops, la qual l'adopta. Un tigre, però, el descobreix i vol matar-lo per por que no es faci gran i esdevingui caçador. Bagheera vol portar-lo a un poblat humà malgrat les reticències de Mowgli, qui s'escapa i coneix diversos personatges de la selva, on viu diverses aventures. Destaca la seva amistat amb l'os Baloo.
El nen no vol saber res dels humans però aprèn una tècnica pròpia dels homes, fer foc, per vèncer el tigre enemic. Això no aconsegueix que vulgui deixar la selva, que considera la seva llar, fins que arriben al límit del poblat i allà troba una noia. L'enamorament instantani el fa deixar al fi la jungla i recuperar un lloc entre els seus.

## Repartiment
- Bruce Reitherman: Mowgli
- Phil Harris: Baloo
- Sebastian Cabot: Bagheera
- Louis Prima: King Louie
- George Sanders: Shere Khan
- Sterling Holloway: Kaa
- J. Pat O'Malley: Coronel Hathi
- Verna Felton: Winifred
- Clint Howard: Junior
- Chad Stuart: Flaps
- Lord Tim Hudson: Dizzie
- John Abbott: Akela
- Ben Wright: Father Wolf
- Darleen Carr: Shanti la nena

## Anàlisi[calcitació]
Com en altres adaptacions literàries, Walt Disney va permetre's diverses llicències i va accentuar el costat còmic dels personatges, ressaltat per les cançons alegres, una de les claus de l'èxit de la pel·lícula. Els personatges tenen noms en hindi i estaven pensats per a ser doblats per actors concrets, dels quals van prendre la seva personalitat.
El contrast entre el seny (Bagherra) i la rauxa (Baloo) és una constant en la literatura i el cinema i dona molt joc còmic (com en la parella del Quixot, Laurel i Hardy, i d'altres similars). Altres antítesis presents al film són la civilització i el món salvatge i la lluita clàssica entre el bé i el mal. El final recull el tòpic llatí omnia vincit amor, ja que és únicament la presència de la noia la que fa que Mowgli oblidi totes les seves conviccions i pors a tornar a casa.

## Nominacions
- 1968: Oscar a la millor cançó original per Terry Gilkyson amb "The Bare Necessities"[3][4]
- 1968: Grammy al millor àlbum de música infantil a la banda sonora de la pel·lícula.[5]